# وزارة الشؤون الاجتماعية (تونس)
وزارة الشؤون الاجتماعية التونسية هي الوزارة المسؤولة عن الشؤون الاجتماعية في تونس.

## المهام
حسب الأمر عدد 2978 لسنة 2005 المؤرخ في 8 نوفمبر 2005 تتمثل المهام العامة لوزارة الشؤون الاجتماعية والتضامن والتونسيين بالخارج في تنفيذ السياسة الاجتماعية للدولة الرامية إلى تحقيق تنمية اجتماعية متوازنة وترسيخ قيم التضامن بين أفراد المجتمع وفئاته وأجياله ودعم الرفاه الاجتماعي من خلال المساهمة في تكريس قيم العمل والتعويل على الذات في مجالات الشغل والعلاقات المهنية والصحة والسلامة المهنية والضمان الاجتماعي والنهوض بالفئات الضعيفة وذات الاحتياجات الخصوصية وتعليم الكبار والإحاطة بالجالية التونسية بالخارج والسكن الاجتماعي.

## قائمة الوزراء
| الوزير | الوزير             | الحزب | الحزب                                               | الحكومة                                                  | تواريخ العهدة  | تواريخ العهدة  |
| ------ | ------------------ | ----- | --------------------------------------------------- | -------------------------------------------------------- | -------------- | -------------- |
|        | محمد شقرون         |       | الحزب الحر الدستوري الجديد                          | حكومة الحبيب بورقيبة الأولى حكومة الحبيب بورقيبة الثانية | 14 أبريل 1956  | 6 مايو 1958    |
|        | أحمد بن صالح       |       | الحزب الحر الدستوري الجديد                          | حكومة الحبيب بورقيبة الثانية                             | 6 مايو 1958    | 3 يناير 1961   |
|        | المنذر بن عمار     |       | الحزب الحر الدستوري الجديد الحزب الاشتراكي الدستوري | حكومة الحبيب بورقيبة الثانية                             | 3 يناير 1961   | 8 سبتمبر 1969  |
|        | إدريس قيقة         |       | الحزب الاشتراكي الدستوري                            | حكومة الحبيب بورقيبة الثانية                             | 8 سبتمبر 1969  | 7 نوفمبر 1969  |
|        | الصادق بن جمعة     |       | الحزب الاشتراكي الدستوري                            | حكومة الباهي الأدغم حكومة الهادي نويرة                   | 7 نوفمبر 1969  | 29 أكتوبر 1971 |
|        | فرحات الدشراوي     |       | الحزب الاشتراكي الدستوري                            | حكومة الهادي نويرة                                       | 29 أكتوبر 1971 | 14 يناير 1974  |
|        | محمد الناصر        |       | الحزب الاشتراكي الدستوري                            | حكومة الهادي نويرة                                       | 14 يناير 1974  | 26 ديسمبر 1977 |
|        | محمد جمعة          |       | الحزب الاشتراكي الدستوري                            | حكومة الهادي نويرة                                       | 26 ديسمبر 1977 | 7 نوفمبر 1979  |
|        | محمد الناصر        |       | الحزب الاشتراكي الدستوري                            | حكومة الهادي نويرة حكومة محمد المزالي                    | 7 نوفمبر 1979  | 23 أكتوبر 1985 |
|        | نور الدين حشاد     |       | الحزب الاشتراكي الدستوري                            | حكومة محمد المزالي                                       | 23 أكتوبر 1985 | 23 يونيو 1986  |
|        | عبد العزيز بن ضياء |       | الحزب الاشتراكي الدستوري                            | حكومة رشيد صفر                                           | 30 يوليو 1986  | 4 أبريل 1987   |
|        | الهادي البكوش      |       | الحزب الاشتراكي الدستوري                            | حكومة رشيد صفر حكومة زين العابدين بن علي                 | 4 أبريل 1987   | 7 نوفمبر 1987  |
|        | توفيق شيخ روحه     |       | الحزب الاشتراكي الدستوري التجمع الدستوري الديمقراطي | حكومة الهادي البكوش                                      | 7 نوفمبر 1987  | 27 سبتمبر 1989 |
|        | منصر الرويسي       |       | التجمع الدستوري الديمقراطي                          | حكومة حامد القروي                                        | 27 سبتمبر 1989 | 20 فبراير 1991 |
|        | أحمد السماوي       |       | التجمع الدستوري الديمقراطي                          | حكومة حامد القروي                                        | 20 فبراير 1991 | 3 أغسطس 1992   |
|        | محمد الفاضل خليل   |       | التجمع الدستوري الديمقراطي                          | حكومة حامد القروي                                        | 3 أغسطس 1992   | 25 يناير 1995  |
|        | الصادق رابح        |       | التجمع الدستوري الديمقراطي                          | حكومة حامد القروي                                        | 25 يناير 1995  | 13 يونيو 1996  |
|        | الشاذلي النفاتي    |       | التجمع الدستوري الديمقراطي                          | حكومة حامد القروي حكومة محمد الغنوشي الأولى              | 13 يونيو 1996  | 25 يناير 2001  |
|        | الهادي مهني        |       | التجمع الدستوري الديمقراطي                          | حكومة محمد الغنوشي الأولى                                | 25 يناير 2001  | 27 أبريل 2002  |
|        | الشاذلي النفاتي    |       | التجمع الدستوري الديمقراطي                          | حكومة محمد الغنوشي الأولى                                | 27 أبريل 2002  | 10 نوفمبر 2004 |
|        | رافع دخيل          |       | التجمع الدستوري الديمقراطي                          | حكومة محمد الغنوشي الأولى                                | 10 نوفمبر 2004 | 17 أغسطس 2005  |
|        | علي الشاوش         |       | التجمع الدستوري الديمقراطي                          | حكومة محمد الغنوشي الأولى                                | 17 أغسطس 2005  | 14 يناير 2011  |
|        | الناصر الغربي      |       | التجمع الدستوري الديمقراطي                          | حكومة محمد الغنوشي الأولى                                | 14 يناير 2011  | 17 يناير 2011  |
|        | منصر الرويسي       |       | التجمع الدستوري الديمقراطي                          | حكومة محمد الغنوشي الأولى حكومة محمد الغنوشي الثانية     | 17 يناير 2011  | 27 يناير 2011  |
|        | محمد الناصر        |       | مستقل                                               | حكومة محمد الغنوشي الثانية حكومة الباجي قايد السبسي      | 27 يناير 2011  | 24 ديسمبر 2011 |
|        | خليل الزاوية       |       | التكتل الديمقراطي من أجل العمل والحريات             | حكومة حمادي الجبالي حكومة علي العريض                     | 24 ديسمبر 2011 | 29 يناير 2014  |
|        | أحمد عمار الينباعي |       | مستقل                                               | حكومة المهدي جمعة حكومة الحبيب الصيد                     | 29 يناير 2014  | 12 يناير 2016  |
|        | محمود بن رمضان     |       | نداء تونس مستقل                                     | حكومة الحبيب الصيد                                       | 12 يناير 2016  | 27 أغسطس 2016  |
|        | محمد الطرابلسي     |       | مستقل                                               | حكومة يوسف الشاهد                                        | 27 أغسطس 2016  | 27 فبراير 2020 |
|        | الحبيب كشو         |       | مستقل                                               | حكومة إلياس الفخفاخ                                      | 27 فبراير 2020 | الآن           |

## مؤسسات تحت الإشراف
تشرف وزارة الشؤون الاجتماعية على إالعديد من المؤسسات.
- الصندوق الوطني للضمان الاجتماعي
- الصندوق الوطني للتقاعد والحيطة الاجتماعية
- الصندوق الوطني للتأمين على المرض
- ديوان التونسيين بالخارج
- مركز البحوث والدراسات في مجال الضمان الاجتماعي
- المعهد الوطني للشغل والدراسات الاجتماعية
- معهد الصحة والسلامة المهنية
- معهد النهوض بالمعاقين
- المعهد الوطني لرعاية الطفولة
- مركز الاجتماعي لملاحظة الأطفال بمنوبة
- مراكز الدفاع والإدماج الاجتماعي بالملاسين
- مركز الرّعاية الاجتماعية " الأمان "
- مركز التأهيل المهني للقاصرين على الحركة العضوية والمصابين بحوادث الحياة
- مركز التكوين المهني للصم بقصر هلال
- المركب الصحي الاجتماعي للمعوقين عضويا بنابل
- المركز التربوي والاجتماعي بسيدي ثابت

## روابط خارجية
- موقع وزارة الشؤون الاجتماعية التونسية.